# Gaspar Vilela
Cet article possède un paronyme, voir Vilela.
Gaspar Vilela (Né à Aviz, Royaume du Portugal, en 1526 - décédé à Goa, possession portugaise en Inde le 4 février 1572) est un prêtre portugais du XVIe siècle, entré chez les jésuites sur le tard, missionnaire en Inde et au Japon.

## Biographie
Membre dans sa jeunesse de l'Ordre d'Aviz dit encore ordre militaire de Saint-Benoît d’Aviz, une milice fondée au XIe siècle et engagée dans la Reconquista, il se retrouve sans appartenance religieuse lorsque son ordre en 1551 devient un ordre honorifique rattaché à la couronne et perdant tous ses caractères religieux. Sans attache il décide la même année de suivre Melchior Nunes Barreto en Inde pour une mission d'évangélisation. Il est à Goa lorsqu'il est ordonné prêtre. Désireux de devenir pleinement missionnaire il demande à entrer dans la Compagnie de Jésus en 1553, ce qui lui est accordé.
Immédiatement après son noviciat il est choisi pour la mission japonaise. Après un voyage de près de deux il débarque à Bungo-ōno en 1556, dans la partie est de l'île de Kyūshū. Il rejoint la mission jésuite sur l'île alors dirigée par Côme de Torres bénéficiant alors de la protection du daimyo Otomo Yoshishige baptisé en 1578.
Gaspar Vilela fait partie de la deuxième génération de missionnaires jésuites après la génération de François-Xavier. Profitant de l'expérience de ses précurseurs il n'en demeure pas moins critique de la méthode d'évangélisation visant davantage s'occuper du peuple plutôt que des élites. Lui se tourne vers la partie plus éduquée du peuple japonais. Il concentre son effort sur l'aristocratie japonaise cherchant non seulement à l'évangéliser mais aussi sa protection et son aide financière pour la mission.
Son désir de rapidement remplacer le bouddhisme par le catholicisme parmi les élites japonaises lui attire de fortes animosités tant des moines bouddhistes que de certains daimyo. En 1558 il fait l'objet d'une première expulsion, le daimyo Matsura Takanobu le chasse de ses terres avec tous les autres jésuites. Ce fut une première alerte. La seconde eut lieu en 1564 lorsque des moines bouddhistes exaspérés par la conversion au catholicisme du daimyo Ōmura Sumitada incitèrent le peuple et ses dirigeants à se révolter contre les missionnaires et les étrangers. Yokoseura (en) où demeuraient les Portugais est saccagée forçant ses résidents étrangers à partir. Gaspar Vilela fait partie des missionnaires obligés de partir. C'est aussi lui qui choisit alors un petit village de pêcheurs du nom de Nagasaki pour refonder la mission.
En 1559, il fait partie des jésuites se rendant à Kyoto, alors capitale du Japon. Il y rencontre le daimyo Oda Nobunaga et participe à la fondation d'une mission jésuite dans la ville, mission religieuse et scientifique. Les jésuites dont Gaspar Vilela entrent en discussion avec des hommes de science et autres érudits de la cour. En 1563, ils réussissent à obtenir la conversion de l'astronome Yûki Yamashiro et du maître confucéen Kiyohara Ekata. Cependant ce genre de conversions entraine l'animosité à leur égard. Ils sont expulsés de Kyoto en 1565. Vilela se rend alors à Sakai (préfecture d'Osaka) avant d'être rappelé en Inde par ses supérieurs en 1571. Il meurt peu après être retourné en Inde.